# Mineral

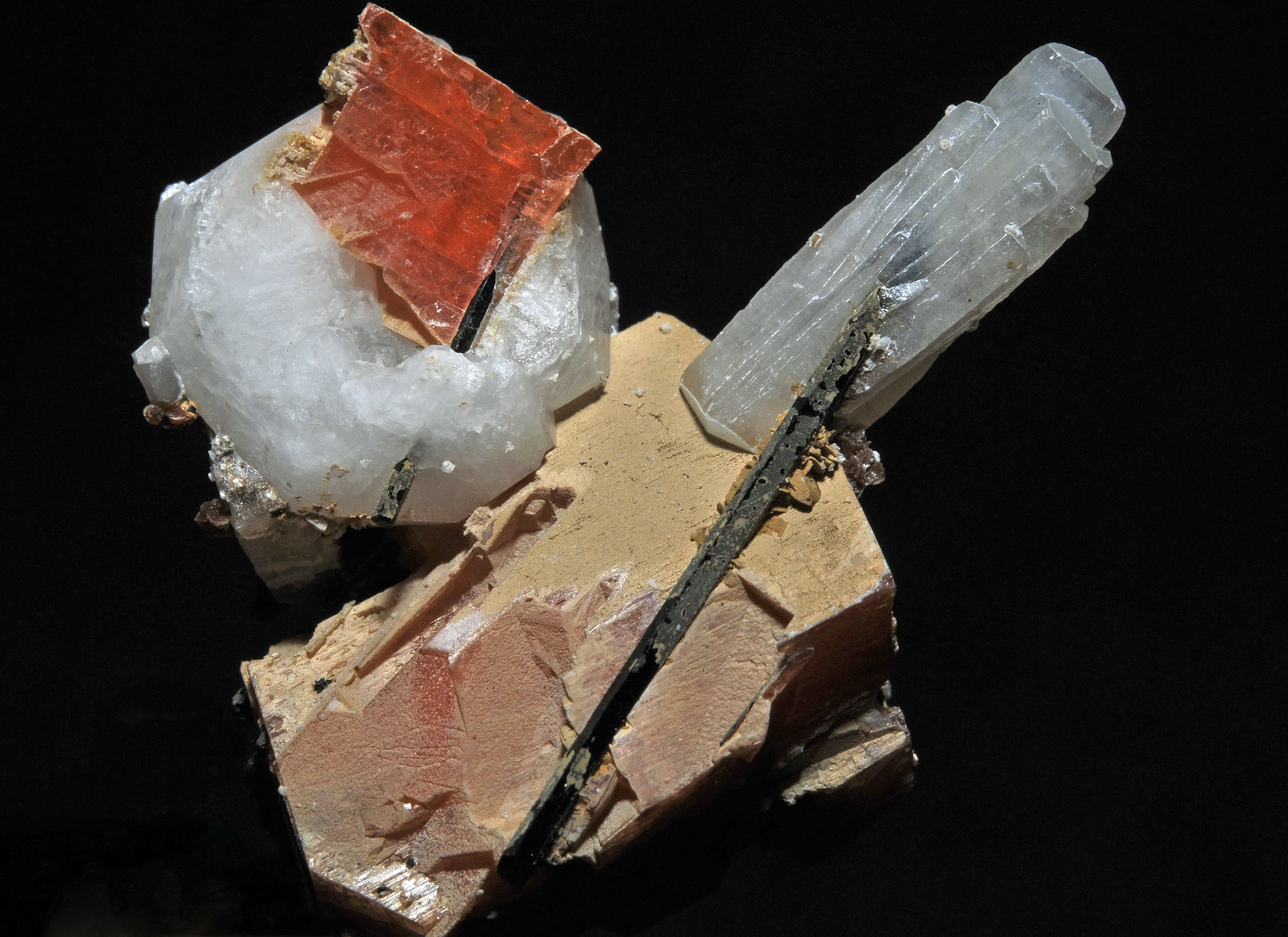
Exempel på några olika mineral. Kristaller av serandit, natrolit, analcim och ägerin från Mont Saint-Hilaire, Quebec, Kanada.

Ett mineral är ett fast ämne som förekommer i naturen och är definierat genom sin kemiska sammansättning och kristallstruktur. Med dessa villkor uppfyllda finns en serie fysiska egenskaper som kan användas för att identifiera ett specifikt mineral. Ett eller flera mineral bildar tillsammans en bergart. När ett mineral, ur ekonomisk synvinkel, är brytvärt för framställning av metall, kallas det för malm. 
Det finns omkring 4 500 mineral definierade i Danas mineralklassifikationssystem upplaga 8, där drygt 4 000 generellt accepterats av mineralogiska samfund varav omkring 30 är vanligt förekommande på jorden och ett femtiotal är bergartsbildande. Några av de vanligare mineralen är fältspat, kvarts och glimmer, vilka innehåller grundämnena syre och kisel. Långban i Värmland är en av världens mineralrikaste platser, med fynd av 270 olika mineral registrerade. Det är också typlokal för 69 olika mineral.
Mineral kan indelas efter sin inre struktur och kemiska sammansättning, men också efter sina fysikaliska egenskaper, såsom färg, densitet eller hårdhet. I äldre naturvetenskap ansågs mineral utgöra ett eget rike, mineralriket, jämbördigt med växtriket och djurriket.

## Identifiering av mineral

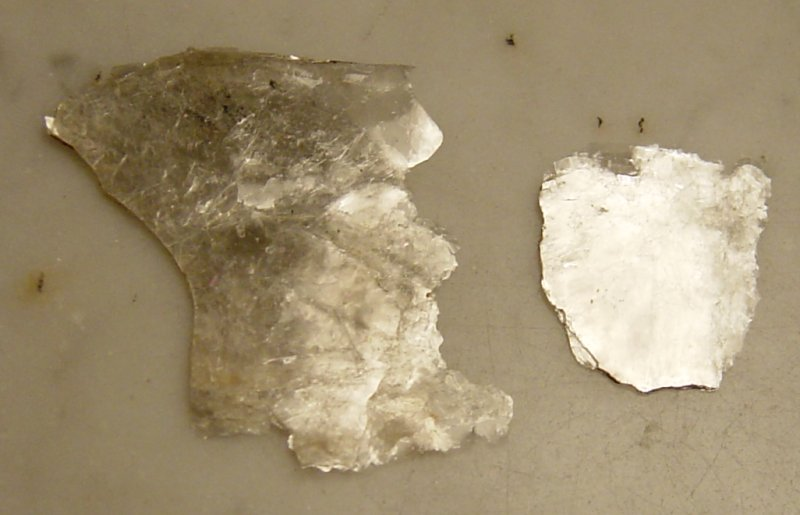
Muskovit spaltar sig i tunna skivor.

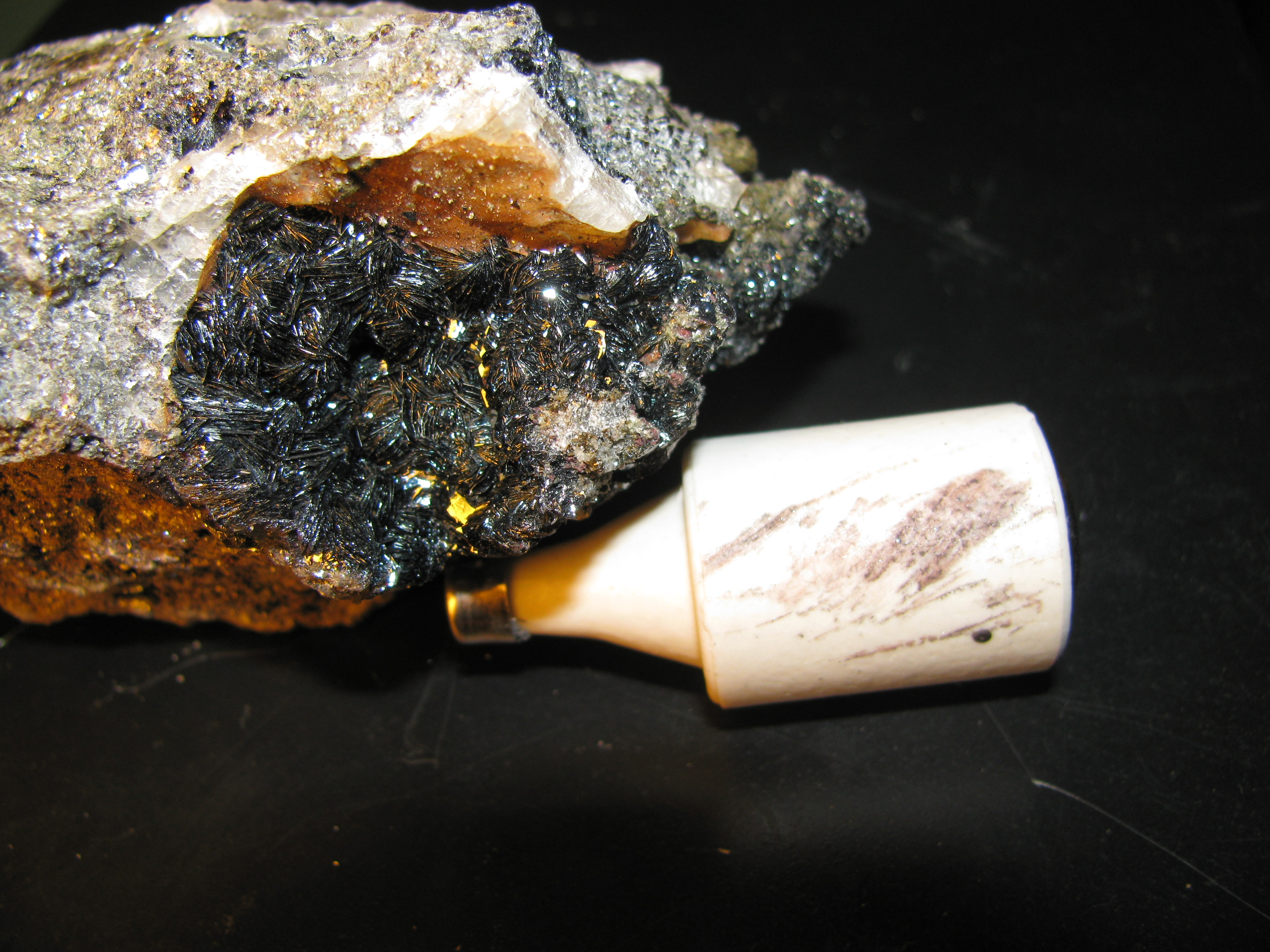
Hematit, med karaktäristisk rödbrun streckfärg på keramiksmältpropp.

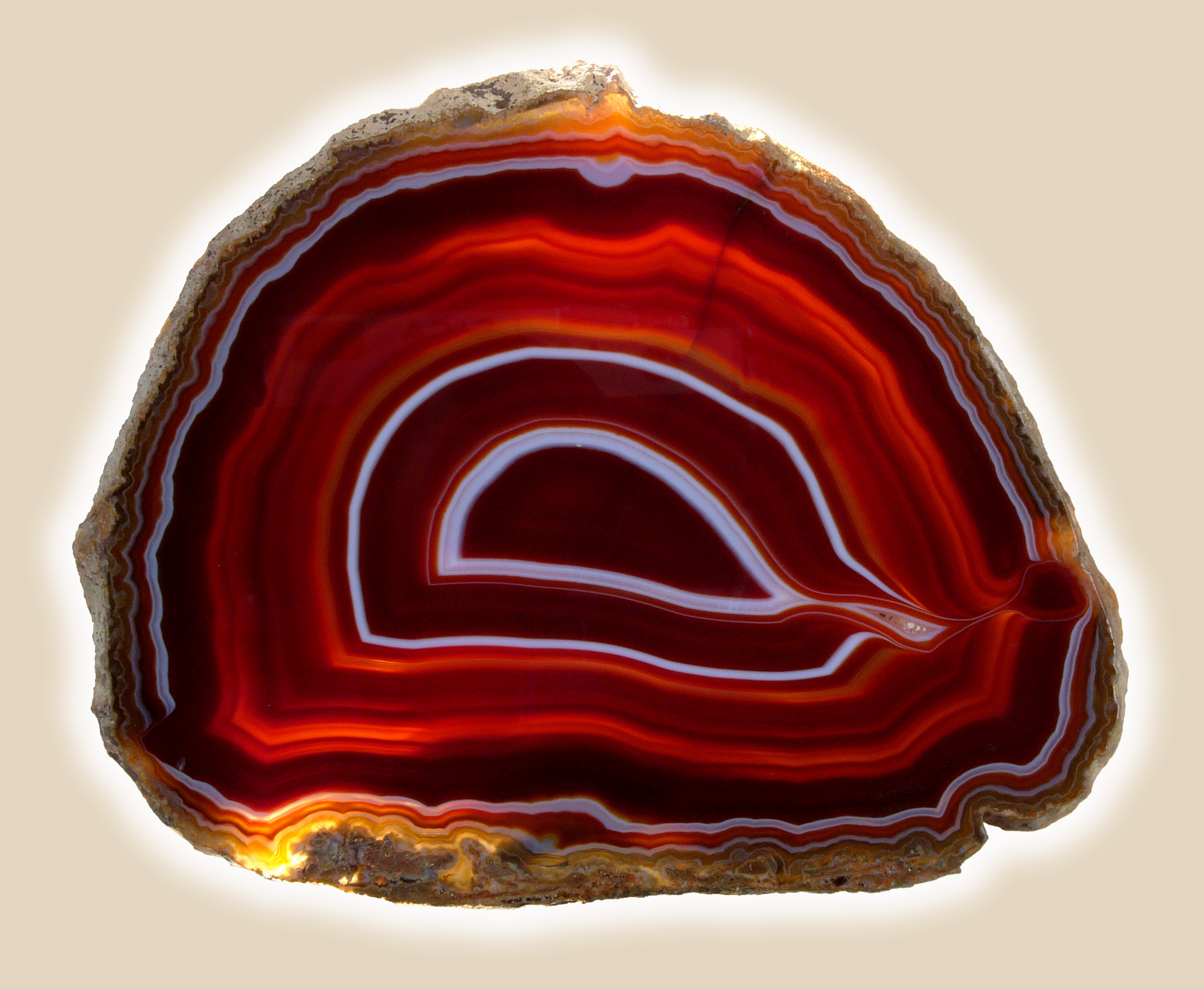
Agat, en form av kvarts, visar att färg kan vara svårt att använda som igenkänningskriterium.

Mineral identifieras bland annat med hjälp av röntgendiffraktion (XRD), röntgenfluorescens (XRF), mikrosond (EDXA), infrarödspektroskopi och andra optiska metoder. Dessa metoder kräver avancerade instrument. I enklare fall kan nedanstående metoder vara orienterande eller ge konkret svar på vilket mineralet är.
Olika mineral har specifika fysiska egenskaper som är ganska konstanta för varje enskilt mineral, även om variationer i hårdhet, och framförallt färg förekommer och som kan testas för att bestämma vilket mineral man har att göra med. Här följer några sådana egenskaper.
- Kristallstruktur Ett mineral kristalliserar enligt ett särskilt strukturellt system. Om ett mineral har haft möjligheten att bildas tillräckligt långsamt kan denna struktur ses med blotta ögat. Det finns sju kristallsystem: triklina, monoklina, rombiska, hexagonala, romboedriska, tetragonala, och kubiska systemet, uppräknade efter ökande symmetri.
- Spaltbarhet är mineralets tendens att brytas längs särskilda plan eller vinklar. Detta beror på svagheter i kristallstrukturen. Men hos vissa mineralprover kan det vara mycket svårt att se en spaltning, trots att mineralet borde uppvisa en. Därmed kan spaltbarhet hos ett prov användas för att utesluta mineral som saknar spaltbarhet.[1] Spaltbarheten är lätt att blanda ihop med kristallstrukturen. Vissa mineral har både kristallstruktur och spaltning, som halit, kalcit och fluorit. Andra mineral har bara spaltbarhet, muskovit, till exempel. Ytterligare andra mineral har bara kristallstruktur, som kvarts. Skillnaden är att ett prov av ett spaltbart mineral bryts i samma vinklar hela tiden, detta resulterar i trappstegsformer och liknande. Mineral som bara har kristallstruktur bryts istället i oregelbundna riktningar.[1]
- Brott Brottytan, kan användas som identifiering för mineral som saknar, eller har dålig spaltbarhet. Olika typer av brott är mussligt, splittrigt, trådigt eller glatt. Mussliga[5] brott, som har små skålformade brottytor, är karaktäristiskt för alla kvartstyper.
- Hårdhet bedöms med Mohs hårdhetsskala, där tio referensmineral ges relativa hårdheter 1-10. Mineralen är följande: 
  1. Talk, Mg3Si4O10(OH)2
  2. Gips, CaSO4·2H2O
  3. Kalkspat (Kalcit), CaCO3
  4. Flusspat, CaF2
  5. Apatit, Ca5(PO4)3(OH,Cl,F)
  6. Fältspat, KAlSi3O8
  7. Kvarts, SiO2
  8. Topas, Al2SiO4(OH,F)2
  9. Korund, Al2O3
  10. Diamant, C

Bedömningen utförs sedan genom att man försöker repa mineralet med ett referensmaterial. Fingernaglar har hårdhet 2,5, och kan alltså repa talk och gips, men inte kalkspat och hårdare. Kopparmynt har hårdhet 3,5, stålspik 5,5.
- Lyster beskriver hur mineralet reflekterar ljus och beskrivs som metallisk eller icke-metallisk. Mineral med icke-metallisk glans kan vidare beskrivas som glasglans, pärlemorglans, diamantglans och fettglans eller matt.[1]
- Färg är en funktion av hur vitt ljus reflekteras eller absorberas av mineralet. Detta är ett av de minst användbara igenkänningskriterierna, eftersom mineralets färg påverkas av förekomsten av föroreningar, störningar i kristallgittret och tjockleken på provet, där ett tunt prov är ljusare.[1] Kvarts och kalcit kan exempelvis förekomma i färgerna grön, gul, röd, brun, blå, vit och klar. Det finns dock ett par undantag: svavel är alltid gult och pyrit är alltid mässingsaktigt gul.[1]
- Streckfärg är den färg som mineralet lämnar efter sig om det gnids mot en platta av oglaserad keramik. Detta är ett bra sätt att identifiera hematit som kan vara silveraktig, mörk eller rödbrun, men alltid ger ifrån sig ett rödbrunt streck.[1]
- Densitet Mineralets densitet kan beräknas om massan och volymen först mäts. Ett tungt mineral, där guld utgör extremvärde känns oproportionellt tungt i handen.
- Magnetism De flesta mineral är icke-magnetiska. Hematit är svagt magnetiskt och magnetit är starkt magnetiskt.[1]
- Reaktion med utspädd saltsyra Om en droppe svag saltsyra får mineralet att väsa och bubbla är det högst sannolikt kalciumkarbonat. Dolomitpulver reagerar ofta på samma sätt.[1]

## Mineralgrupper
Mineral kan klassificeras efter kemisk sammansättning. Här har de kategoriserats i anjongrupper och efter förekomst i jordskorpan. Grupperingen är baserad på sjunde utgåvan Danas klassifikationssystem och antalet mineral i varje grupp är angivet utifrån åttonde utgåvan av Dana.

### Silikat
| T.v.: Silikattetraedern, SiO4, en neosilikat och grunden för mer avancerade silikater. T.h.: Skiktsilikat. |  | T.v.: Silikattetraedern, SiO4, en neosilikat och grunden för mer avancerade silikater. T.h.: Skiktsilikat. |
| T.v.: Silikattetraedern, SiO4, en neosilikat och grunden för mer avancerade silikater. T.h.: Skiktsilikat. |  | |

| Enkelkedjesilikat (till vänster) och dubbelkedjesilikat (till höger) |  | Enkelkedjesilikat (till vänster) och dubbelkedjesilikat (till höger) |
| Enkelkedjesilikat (till vänster) och dubbelkedjesilikat (till höger) |  |                                                                      |

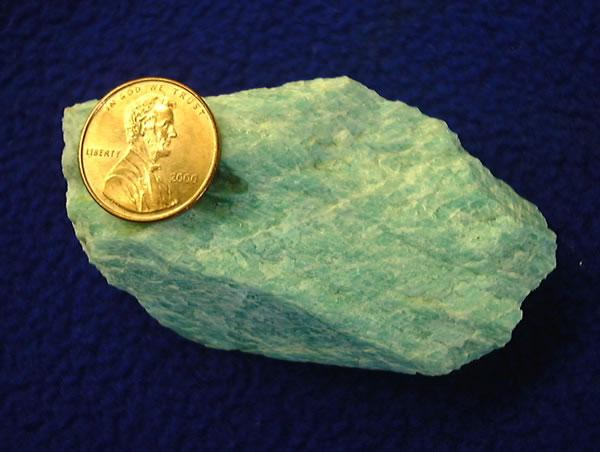
Silikatet fältspat variant amazonit.

Silikater är den största mineralgruppen, och de flesta bergarter består till 95 procent av olika silikater. Jordskorpan beräknas bestå till 92 volymprocent av silikater. De omkring 1 300 mineralen i gruppen består vanligen av en katjon, som aluminium, magnesium, järn och kalcium, som förenar sig med kisel och syre (SiO4). Silikater delas in i undergrupper beroende på hur silikatgruppen bygger upp en kristallstruktur. 
Om Silikatgruppen uppträder ensam (0-dimensionell struktur), som är fallet hos olivin och granater, kallas mineralet nesosilikat. Nesosilikat har ingen spaltning.
Om silikatgruppen är ordnad i ett endimensionellt mönster, benämns mineralet som kedjesilikater. Kedjesilikater förekommer både som enkla kedjor och dubbla kedjor. Enkla kedjesilikater är uppbyggda så att varje tetraeder delar två hörn (syre) med intilliggande tetraedrar. Exempel på sådana är pyroxen och augit. Enkelkedjesilikater har två spaltningsplan i rät vinkel. Tetraedrarna hos dubbla kedjesilikater delar två eller tre hörn med intilliggande. Exempel på sådana är amfibol och hornblände, och dessa har två spaltningsplan i vinklarna 60° och 120°.
Silikater med en tvådimensionell struktur kallas skiktsilikater, och här delar tetraedrarna tre av sina syreatomer med intilliggande. Exempel på sådana mineral är muskovit och biotit, vilka har en spaltning i ett plan. Vidare finns silikater med en tredimensionell struktur, där alla hörn delas mellan tetraedrarna. Exempel här är kalifältspater som har två spaltningsplan i 90° eller kvarts som inte har någon spaltning. 
Silikater förekommer även som par av SiO4-molekyler. Ett mineral som har sådan struktur är epidot, som ringar av tre eller sex SiO4-molekyler, där två hörn hos molekylerna delas. Ett sådant mineral är beryll.
Några av de viktigaste bergartsbildande silikaterna är fältspat, kvarts, olivin, pyroxen, hornblände (amfibol), granat och glimmer.

### Karbonater
| Karbonatet kalkspat (till vänster) och sulfatet anhydrit (till höger) |  | Karbonatet kalkspat (till vänster) och sulfatet anhydrit (till höger) |
| Karbonatet kalkspat (till vänster) och sulfatet anhydrit (till höger) |  |                                                                       |

Karbonater är en grupp om omkring 240 mineral som innehåller anjonen (CO3)2-. Några viktiga mineral i gruppen är kalkspat (kalcit)  och aragonit (båda kalciumkarbonat, CaCO3), dolomit (kalciummagnesiumkarbonat, CaMgCO32)) och järnspat (järnkarbonat eller siderit, FeCO3). Karbonater bildas vanligen i marina miljöer då skal och skelett från havsdjur avlagras på havsbotten. Kalksten bildas på detta sätt, karbonatjoner ordnar sig på kanterna och i mitten av en romboeder, i hörnen och mitt på romboederns sidor sitter kalciumjonerna. Om bildningsmiljön är ett varmt och grunt hav kan magnesium ersätta hälften av kalciumjonerna, och dolomit bildas. Karbonater förekommer även i miljöer med lämningar av evaporiter och i karstlandskap där lösning och återavsättning av karbonater leder till uppkomst av grottor, stalaktiter och stalagmiter. Även nitrat och borat ingår i karbonatgruppen.

### Sulfater
Sulfater innehåller alltid sulfatanjonen SO42-. De bildas vanligen i grunda hav där starkt salint vatten långsamt avdunstar och både sulfater och halider bildas. Sulfater förekommer även i hydrotermala gångar i form av gångmineral vid malmfyndigheter och som sekundära oxidationsprodukter av ursprungliga sulfidmineral. Vanliga sulfater är anhydrit (kalciumsulfat, CaSO4), celestit (strontiumsulfat, SrSO4), baryt (bariumsulfat, BaSO4) och gips (dihydrat kalciumsulfat, CaSO4·2H2O). I sulfatgruppen ingår även mineral som kromat, molybdat, selenat. sulfit, tellurat och wolframat (scheelit även ålderdomligt kallat tungsten). Sulfatgruppen innehåller ungefär 420 mineral.

### Halider
| Haliden halit (till vänster) och oxiden hematit (till höger) |  | Haliden halit (till vänster) och oxiden hematit (till höger) |
| Haliden halit (till vänster) och oxiden hematit (till höger) |  |                                                              |

Halider är en mineralgrupp som bildar neutrala salter. Gruppen inkluderar fluorit (kalciumfluorid, CaF2), halit (natriumklorid, NaCl), sylvin (kaliumklorid, KCl) och salmiak (ammoniumklorid, NH4Cl). Liksom sulfater förekommer halider vanligen i evaporitlämningar som playasjöar och utloppslösa hav som Döda havet och Stora saltsjön, Utah. I halidgruppen ingår fluorid, klorid och jodid. Halidgruppen innehåller ungefär 190 mineral.

### Oxider
Oxider har mycket stor betydelse inom gruvindustrin eftersom de bildar många av de malmfyndigheter från vilka människan utvinner metaller. Oxider förekommer vanligen som fällningar nära jordytan, som oxidationsprodukter av andra mineral i ytnära vittringzoner och som assecoriskt mineral i magmatiska bergarter i jordens skorpa och mantel. Vanliga oxider inkluderar hematit (järnoxid, Fe2O3), magnetit (järnoxid, Fe2O4), kromit (järn-/magnesiumkromoxid, (Fe,Mg)Cr2O4), spinell (magnesiumaluminiumoxid, MgAl2O4, vanligt förekommande i manteln), rutil (titandioxid, TiO2) och is (vatten, H2O). Oxidgruppen inkluderar även hydroxider. Den kemiska bindning som dominerar i oxider och hydroxider är jonbindning. Oxidgruppen innehåller ungefär 460 mineral.

### Sulfider
| Sulfiden pyrit (till vänster) och fosfatet apatit (till höger) |  | Sulfiden pyrit (till vänster) och fosfatet apatit (till höger) |
| Sulfiden pyrit (till vänster) och fosfatet apatit (till höger) |  |                                                                |

Sulfider har ofta stor ekonomisk betydelse och omfattar omkring 600 mineral. Vanliga sulfider är pyrit (svavelkis, järndisulfid, FeS2), kopparkis (kalkopyrit, kopparjärnsulfid, CuFeS2), pentlandit (järnnickelsulfid, (Fe,Ni)9S8) och blyglans (blysulfid, PbS). Sulfidgruppen inkluderar även selenider, tellurider, antimonider, vismutider och sulfosalter och innehåller ungefär 680 mineral.

### Fosfater
Fosfater inkluderar alla mineral med en tetraeder-komponent med formeln AO4 där A kan stå för fosfor, antimon, arsenik eller vanadin. Det allra vanligaste fosfatet är apatit; biologisk apatit finns i djurs ben och tänder men apatit förekommer asseccoriskt i de flesta bergarter, Fosfatgruppen inkluderar arsenater, vanadater och antimonater och innehåller ungefär 1050 mineral.

### Grundämnen
| Grundämnena antimon (till vänster) och guld (till höger) |  | Grundämnena antimon (till vänster) och guld (till höger) |
| Grundämnena antimon (till vänster) och guld (till höger) |  |                                                          |

De rena grundämnena inkluderar metalliska ämnen som guld, silver och koppar samt halvmetaller och icke-metaller som antimon, vismut, kol (grafit) och svavel. Denna grupp inkluderar även naturliga legeringar som elektron, fosfider, silicider, nitrider och karbider. Grundämnesgruppen innehåller ungefär 130 mineral.